# MC.202 (航空機)
MC.202 フォルゴーレ
飛行するMC.202 MM7742号機(手前)
(1942年1月撮影)
- 用途：戦闘機
- 分類：戦闘機
- 設計者：マリオ・カストルディ
- 製造者：アエロナウティカ・マッキ社
- 運用者：

  -  イタリア王立空軍
  -  イタリア共同交戦空軍[注 1]
  -  イタリア社会共和国軍
  -  ドイツ空軍
  -  クロアチア独立国空軍
  -  イタリア共和国空軍（大戦後）
  -  エジプト空軍（大戦後）
- 初飛行：1940年8月10日
- 生産数：1,150機[1]
- 運用開始：1941年6月
- 退役：1951年（イタリア空軍）
- 運用状況：退役

MC.202 フォルゴーレ（伊語:Macchi M.C.202 Folgore ）は、イタリアのマッキ社が開発し、第二次世界大戦期にイタリア空軍で運用された戦闘機。
愛称の「フォルゴーレ (Folgore/ ['folgore])」は、稲妻の意。
形式名のMCは「マッキ（メーカー）、カストルディ（設計者）」を示し、表記はMC.202のほかM.C.202、あるいは単にC.202など資料によりばらつきがある。

## 開発と生産
MC.202の前身であるM.C.200サエッタは開戦時のイタリア空軍主力戦闘機として各方面に展開したが、500km/h程度の速度性能、軽武装、更には保守的なパイロット達が開放操縦席を要求したことなどが制約となり、潜在的に持っていた優れた設計を生かしきれない戦闘機となった。部隊配属が開始された1939年時点で既にその性能の限界は見えていた。
この戦闘機が持つ本来の能力を引き出すには大馬力エンジンの搭載が不可欠であったが、イタリア国内にはそれに適したエンジンは無かった。そこで白羽の矢が立ったのは、同盟国ドイツのダイムラー・ベンツ製DB.601エンジン（水冷倒立V型12気筒、1,100馬力）である。
前身のサエッタの設計も担当したマリオ・カストルディ技師は、早速このエンジンに合うよう機体を設計し直した。極端なまでの視界要求に応えたサエッタの胴体の背の高さを低くし、胴体は60cmほど延長された。また、この機の特徴として左の翼が右に比べ20cm長いことが挙げられるが、これは同機以外でも戦前からイタリア機でしばしば用いられた手法で、プロペラの回転方向に生じるトルクモーメントを打ち消すためのものであった。
原型機（シリアルM.M.445）はDB601Aエンジン（1,175馬力）、ピアッジョP.1001可変ピッチ・定速プロペラを搭載し、1940年8月に初飛行した。エンジン換装の効果は明らかで、速度は一気に600km/hクラスになり、高度18000フィート（約5500m）まで6分以内で、十分な運動性を維持したまま上昇可能であった。空力的にみて妥当な改設計はこの戦闘機が持つ本来の力を引き出した。空軍もこの戦闘機の優秀さに目を付け、即座に量産命令が出された。
原型機はヘッドレスト・フェアリング左右に後方視界確保用の窓を持っていたが、量産機では単にフェアリング左右に窪みを付ける形に簡略化され、また引き込み式だった尾輪も固定式となった。生産は1941年5月からマッキ社で始まり、7月からはブレダ社、翌1942年5月からはSAIアンブロシーニも加わった。ただ、搭載予定のDBエンジンがドイツ国内向けの生産で手一杯だったこともあり、その生産は当初、なかなか軌道に乗らなかった。しかし1942年からはアルファロメオ社がDBエンジンをRA1000RC41(1175馬力)としてライセンス生産を開始し、ようやく生産が軌道に乗った。
イタリア軍は数年間で計1453機を発注（ブレダ：900、マッキ：403、SAI アンブロジーニ：150）し、最終的には1150機近くが生産された（ブレダ：650、マッキ：400、SAI アンブロジーニ：100）。

## 戦歴と改良
最初期の生産バッチであるマッキ社製のセリエII、セリエIIIは1941年7月から引渡しが始まった。最初に配備されたのは、第一次大戦のエース、F.バラッカの名を冠する第4ストルモ（航空団）の第9グルッポ（航空群）であった。当時部隊は北アフリカですでに参戦していたが、装備する旧式機ではイギリス空軍に対抗できず、一線はドイツ空軍に任せ、シュツーカや輸送機の護衛、拠点防衛などの二次的な任務に甘んじていた。第9グルッポは夏の間、本国で転換訓練と初期不良の洗い出しを行った後、9月末にシチリア戦線で実戦に投入された。MC.202による初撃墜は9月30日、相手はハリケーンであった。
ただ、この戦闘機の出現に対する連合国の対応も早かった。アフリカ方面には熱帯地仕様のスピットファイアや新型のP-47が出現し、更に戦局が次第に劣勢になるとアフリカからイタリア本土へB-17やB-24といった大型爆撃機が飛来してくるようになった。フォルゴーレの武装は前身のサエッタと同じ12.7mm機関銃2挺に加え、主翼に7.7mmが2挺が増えた程度で、しかもその主翼の7.7mmも生産後半になるまで未装備であり、火力不足が指摘された。後に翼下に装着する20mm機関砲パックが開発されテストされたものの、飛行性能の低下が嫌われて、実戦には使用されなかった。
それでもフォルゴーレは戦闘機としては非常に優れた性能を発揮し、連合国の戦闘機と互角の戦いを見せた。その喪失機の大部分は地上で撃破されたものである。

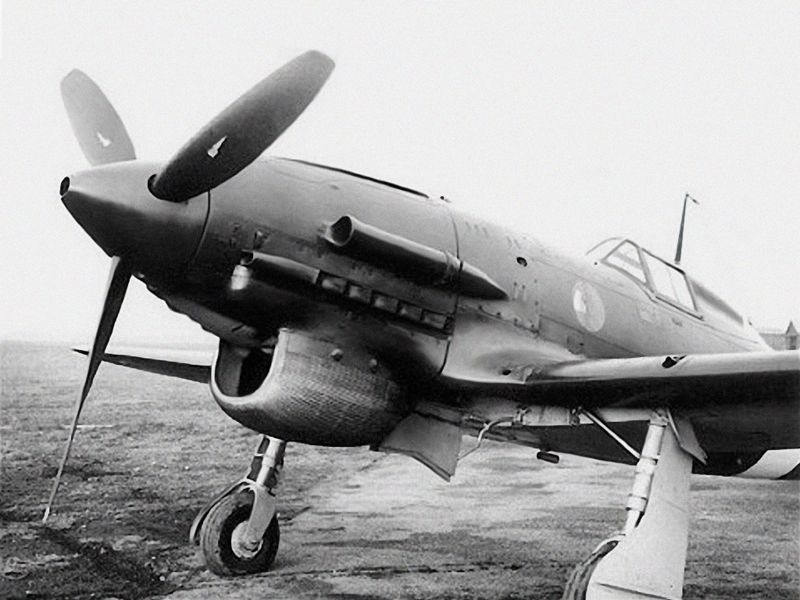
MC.202Dの試作機

生産開始から約1年、1942年春から生産されたセリエVII以降は、風防前面に防弾ガラスを装着するようになった。また、後期の生産期では、胴体下にあったベンチュリー管を右側面に移動、さらにその後、翼下に増槽あるいは爆弾を懸架できるようにした。1機のフォルゴーレが、胴体下のラジエータを機首下に移動、オイルクーラーとまとめる改修を受け、MC.202Dの形式名を受けたが、さほどの性能向上は認められず、生産には移されなかった。後にはより高出力のDB605をライセンス生産したRA1050RC58を搭載したMC.205ベルトロが出現し、カストルディの開発した一連の戦闘機の決定版となった。
フォルゴーレは最終的に1301機(一説には1500機あまり)が生産され、文字通りイタリア空軍の主力戦闘機となった。イタリア降伏時には100機あまりが残存し、これらはファシスト側のサロ政権下の共和国空軍及びドイツ空軍(ルフトヴァッフェ)、また連合側のイタリア共同交戦空軍 で使用された。大戦終結後もしばらくイタリア国内で主として練習機として使用された他、エジプトにも輸出された。

## 諸元
MC.202CB
概要
- 乗員：1名
- 総生産数：約1,500機

寸法

MC.202 三面図

- 全長：8.85 m (29 ft 0.5 in)
- 全幅：10.58 m (34 ft 8.5 in)
- 全高：3.49 m (11 ft 5 in)
- 翼面積：16.82 m²（181.04 ft²）

重量
- 空虚重量：2,491 kg (5,492 lb)
- 最大離陸重量：2,930 kg (6,460 lb)

動力
- エンジン：Alfa Romeo R.A.1000 RC.41
- 推力：1,175 hp

性能
- 最大速度：600 km/h (324 knots, 372 mph)
- 航続距離：765 km
- 実用上昇限度：11,500 m (37,730 ft)
- 上昇率：18.1 m/s（3,563 ft/min）

武装
- 固定武装
  - 2 × 12.7 mm Breda-SAFAT 機銃（各360発）
  - 2 × 7.7 mm Breda-SAFAT 機銃（各500発）
  - 160kg爆弾 ×2
- 2 × l00リットルドロップタンク

| MacchiC.202のシリーズごと生産数と時期 | MacchiC.202のシリーズごと生産数と時期 | MacchiC.202のシリーズごと生産数と時期 | MacchiC.202のシリーズごと生産数と時期 | MacchiC.202のシリーズごと生産数と時期 |
| シリーズ                              | メーカー                              | 生産期間                              | 生産番号                              | 生産数                                |
| ------------------------------------- | ------------------------------------- | ------------------------------------- | ------------------------------------- | ------------------------------------- |
| シリーズI                             | ブレダ                                | 1941年7月-1942年3月                   | MM7859〜7958                          | 100                                   |
| シリーズII                            | マッキ                                | 1941年5月-1941年6月                   | MM7709〜7718                          | 10                                    |
| シリーズIII                           | 〃                                    | 1941年6月-1942年4月                   | MM7719—7858                           | 140                                   |
| シリーズIV                            | SAI-アンブロシーニ                    | 1942年5月-1942年7月                   | MM7959〜8008                          | 50                                    |
| シリーズV                             | ブレダ                                | 1941年11月-1942年4月                  | MM7409〜7458                          | 50                                    |
| シリーズVI                            | 〃                                    | 1942年3月-1941年7月                   | MM8339〜8388                          | 50                                    |
| シリーズVII                           | マッキ                                | 1942年4月-1942年7月                   | MM9025〜9124                          | 100                                   |
| シリーズVIII                          | ブレダ                                | 1942                                  | MM8081〜8130                          | 50                                    |
| シリーズIX                            | マッキ                                | 1942                                  | MM9389〜9488                          | 100                                   |
| シリーズX                             | ブレダ                                | 1942年7月-1942年9月                   | MM9500〜9599                          | 100                                   |
| シリーズXI                            | 〃                                    | 1942 — 1943                           | MM6560 —6609 M.M.9602—9751            | 200                                   |
| シリーズXII                           | 〃                                    | 1943年4月-1943年8月                   | MM91803〜91952                        | 150                                   |
| シリーズXIII                          | マッキ                                | 1943年4月-1943年8月                   | MM91953—92002                         | 50                                    |
| シリーズXIV                           | SAI-アンブロシーニ                    | -                                     | MM7709〜7718                          | 50                                    |
| シリーズXV                            | ブレダ                                | —                                     | MM92053-92152                         | 100                                   |
| シリーズXVI                           | 〃                                    | —                                     | MM95950〜96099                        | 150                                   |

## 現存する機体
| 型名                       | 番号         | 機体写真 | 所在地                  | 所有者                                     | 公開状況 | 状態     | 備考 |
| -------------------------- | ------------ | -------- | ----------------------- | ------------------------------------------ | -------- | -------- | --- |
| MC.202 セリエVI / IX       | MM9476       |          | アメリカ ワシントンD.C. | 国立航空宇宙博物館                         | 公開     | 静態展示 | |
| MC.202 セリエX MC.205V     | MM9546       |          | イタリア ローマ県       | ヴィーニャ・ディ・ヴァッレ空軍歴史博物館   | 公開     | 静態展示 | ブレーダ社で1942年7月から9月の間にセリエXとして製造された100機のうちの1つ。1948年にMC.205Vに改修された。        |
| MC.202 セリエIX MC.202T-AS | MM9667 366   |          | イタリア ラツィオ州     | ヴィーニャ・ディ・ヴァッレ空軍歴史博物館   | 公開     | 静態展示 | |
| MC.202 セリエXII MC.205V   | MM91818 6665 |          | イタリア ミラノ県       | レオナルド・ダ・ヴィンチ国立科学技術博物館 | 公開     | 静態展示 | ブレーダ社で1943年5月から8月の間にセリエXIIとして製造された150機のうちの1つ。MM9327号機という塗装がされている。 |
| MC.202レプリカ             | MM7431       |          | イタリア ヴァレーゼ県   | ヴォランディア公園・飛行博物館             | 公開     | 静態展示 | 現在は屋外に展示されている。                                                                                    |

## 登場作品

### ゲーム
『War Thunder』
プレイヤーの操縦機体としてC.202、C.202D、C202EC（翼下に20mm機関砲を装着した型）が登場する。